# Marco Dutra
Marco Aurélio Ferreira Dutra (São Paulo, 17 de março de 1980) é um diretor, roteirista e compositor brasileiro.

## Biografia
Marco Dutra como é conhecido, formou-se em cinema pela Escola de Comunicações e Artes da Universidade de São Paulo. Desde a faculdade trabalha em parceria com a diretora Juliana Rojas, com quem fez o curta O Lençol Branco em 2004, selecionado para Cinéfondation do Festival de Cannes, dedicadas a filmes de escola. Marco Dutra e Juliana Rojas voltaram a produzir o curta-metragem "Um Ramo" em 2007, exibido na mostra paralela Semana da Crítica. Em 2011 realizou, também em co-direção com Juliana Rojas, seu primeiro longa-metragem, Trabalhar Cansa, exibido na mostra de cinema Un certain regard [Um Certo Olhar]. Marco também desenvolveu trabalhos como roteirista para filmes como No Meu Lugar de 2009, de Eduardo Valente, e para a série de TV Alice do ano de 2009, exibida pelo canal fechado HBO Brasil.
Em 31 de janeiro de 2014 é lançado o longa Quando Eu Era Vivo, este é o seu segundo trabalho como diretor, é protagonizado por Sandy Leah, Antônio Fagundes e Marat Descartes.

## Filmografia

### Como diretor e roteirista
| Longas & curtas-metragens. | Longas & curtas-metragens. | Longas & curtas-metragens.                               |
| Ano                        | Título                     | Notas                                                    |
| -------------------------- | -------------------------- | -------------------------------------------------------- |
| 2004                       | Concerto Número Três       | Diretor e roteirista                                     |
| 2004                       | Lençol Branco              | Diretor e roteirista                                     |
| 2007                       | Um Ramo                    | Diretor e roteirista                                     |
| 2009                       | No Meu Lugar               | Roteirista                                               |
| 2009                       | As Sombras                 | Diretor e roteirista                                     |
| 2011                       | Trabalhar Cansa            | Diretor e roteirista (junto com Juliana Rojas)           |
| 2011                       | Meu País                   | Roteirista                                               |
| 2014                       | Quando Eu Era Vivo         | Diretor e roteirista (junto com Gabriela Amaral Almeida) |
| 2016                       | O Silêncio do Céu          | Diretor                                                  |
| 2017                       | As Boas Maneiras           | Diretor e roteirista (junto com Juliana Rojas)           |
| 2018                       | A Voz do Silêncio          | Roteirista (junto com André Ristum)                      |

### Compositor
| 2014 | Quando Eu Era Vivo | Compositor                |
| 2012 | O Que Se Move      | Compositor da música-tema |